# Pristimantis ernesti
Espèce
Synonymes
- Eleutherodactylus ernesti Flores, 1987

Statut de conservation UICN

 VU D2 : Vulnérable
Pristimantis ernesti est une espèce d'amphibiens de la famille des Craugastoridae.

## Répartition
Cette espèce est endémique du volcan Sumaco dans la province de Napo en Équateur. Elle se rencontre à environ 3 900 m d'altitude.

## Étymologie
Cette espèce est nommée en l'honneur de Ernest Edward Williams.

## Publication originale
- Flores, 1987 : A new Eleutherodactylus from Volcan Sumaco, Ecuador. Herpetologica, vol. 43, no 1, p. 90-95.